# 瓦勒瑙
瓦勒瑙是德国莱茵兰-普法尔茨州的一个市镇。总面积4.46平方公里，总人口201人，其中男性94人，女性107人（2011年12月31日），人口密度45人/平方公里。